# Rezolucja Rady Bezpieczeństwa ONZ nr 336
Rezolucja Rady Bezpieczeństwa ONZ nr 336 została przyjęta jednomyślnie 18 lipca 1973 r.
Po przeanalizowaniu wniosku Bahamów o członkostwo w Organizacji Narodów Zjednoczonych, Rada zaleciła Zgromadzeniu Ogólnemu przyjęcie tego państwa do swojego grona.

## Źródło
- UNSCR - Resolution 336